# Peterstown
Peterstown – miasto w Stanach Zjednoczonych, w stanie Wirginia Zachodnia, w hrabstwie Monroe.